# Florent Mothe
Florent Mothe (nació el 13 de mayo de 1981 en Argenteuil, Val-d'Oise) es un músico y actor francés.

## Biografía
Comenzó a dedicarse a la música a la edad de 7 años. Aprendió el solfeo y aprendió rápido a tocar varios instrumentos, como la flauta travesera, el piano, el bajo y la guitarra. A pesar de esto, el canto fue siempre su "instrumento" predilecto. 
Cuando contaba con 15 años fundó su primer grupo, Lost Smile. Lost Smile era un grupo de Rock inspirado en sus ídolos anglosajones (Radiohead, Pink Floyd y Jeff Buckley), con este grupo, Florent, realizó seis años de gira en Francia y en Alemania. Cuando se disolvió el grupo, hizo de Savant en la comédia musical "L'Alphoméga", actuó y participó en el CD, en una actuación única delante de 1000 espectadores. Aparte, hizo bailar a muchos clubes parisinos con su tema d'Eurythmics "Sweet Dreams". 
Pasionado por la escena, Florent, efectuó muchos "conciertos" (15 en Hard Rock Café) en Francia con su nuevo grupo, Ouija, antes de partir hacia Toronto, en el 2007. Cuando se va a Toronto empieza una carrera en solitario. Florent hizo numerosos conciertos en clubes prestigiosos de Toronto, como le Mod Club, Lee's Palaca o le Jeff Healey's Roadhouse. También hizo conciertos en numerosos bares de Nueva York. 
Su voz y sus competencias artísticas sedujeron a los productores del espectáculo que actualmente se está representando por toda Francia: Mozart l'Opéra Rock. Florent Mothe actúa en el papel de Antonio Salieri.
Su primer álbum solista, Rock in Chair, fue realizado en abril de 2013. El primer sencillo será Je ne sais pas.

## Discografía

### Álbumes
Como solista
- 2013: Rock In Chair
- 2016: Danser sous la pluie

Álbumes para comedias musicales
- 2010: Mozart l'Opéra Rock
- 2015: La Légende du roi Arthur

### Sencillos
- 2013: Je ne sais pas[1]
- 2013: Les blessures qui ne se voient pas
- 2013: Arrête
- 2016: Quoi de neuf ?
- 2016: J'attends encore
- 2017: J'veux du soleil

### Colaboraciones
- 2015: Ma prière para el álbum Le Bruit de l'aube de Lilian Renaud
- 2016: L'étoile, Les yeux au ciel, Le bonheur en face para el álbum Encore un soir de Céline Dion

### Lost Smile
- Drogma
- Motionpicture Soundtrack
- My feelings #1
- Chessmastar

### Mozart l'Opéra Rock
- L'Assasymphonie
- Victime de ma victoire
- Vivre à en crever, con Mikelangelo Loconte
- Le bien qui fait mal, con todo el grupo de Mozart l'Opéra Rock
- Debout les fous, con todo el grupo de Mozart l'Opéra Rock